# 77 Herculis
77 Herculis (x Herculis) é uma estrela na direção da Hercules. Possui uma ascensão reta de 17h 26m 44.24s e uma declinação de +48° 15′ 36.3″. Sua magnitude aparente é igual a 5.83. Considerando sua distância de 363 anos-luz em relação à Terra, sua magnitude absoluta é igual a 0.60. Pertence à classe espectral A4V.